# Рондаш

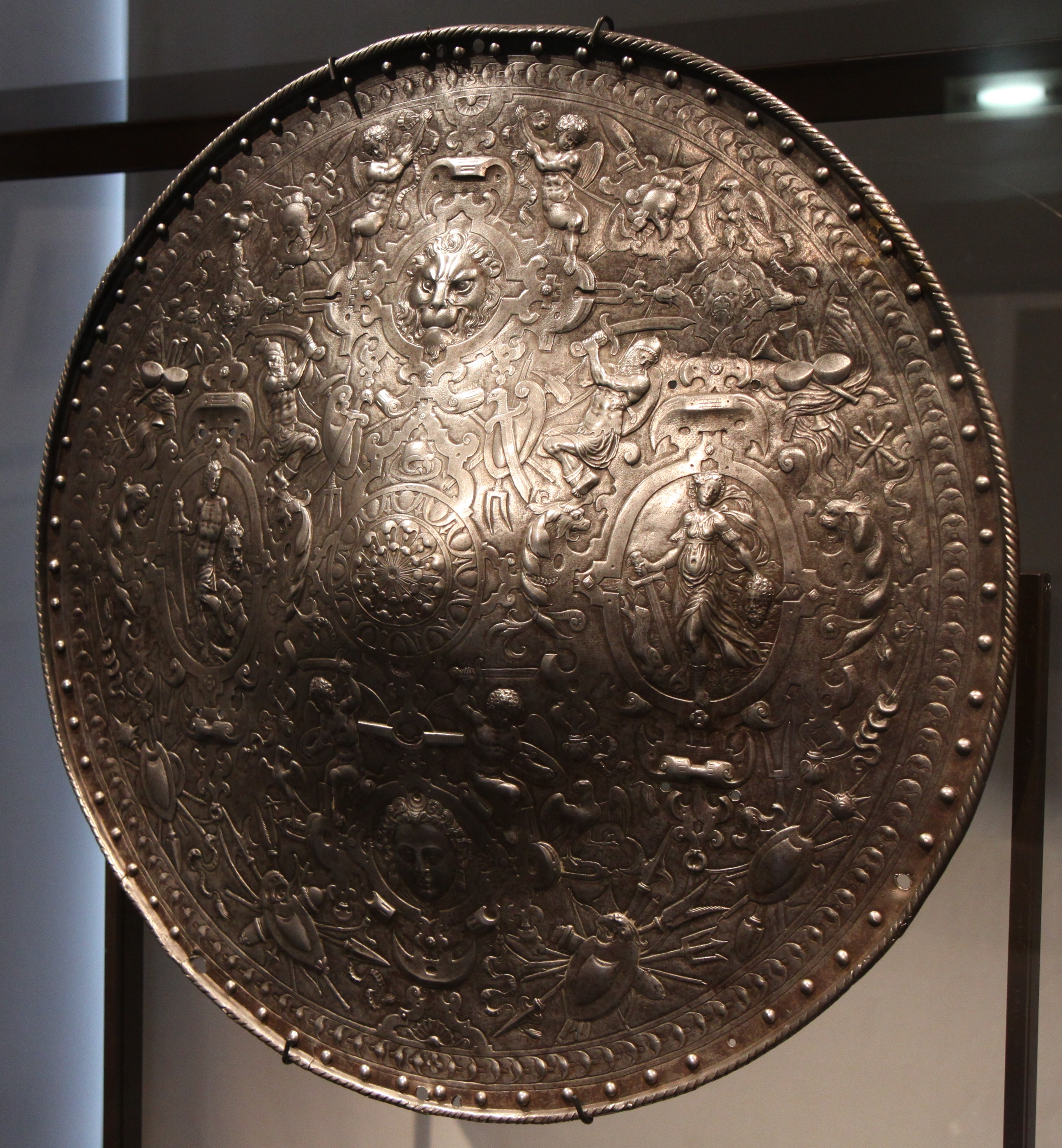
Рондаш конца XVI века в парижском музее армии

Рондаш (англ. Rondache) — средневековый европейский щит, изначально  кавалерийский, но в эпоху позднего Средневековья ставший оружием пехоты. Изготавливался из лёгкого дерева, часто обитого кожей и усиленного металлическими гвоздями, накладками и умбоном. Обычно круглой формы, реже — заострённый книзу. Производился в различных вариантах в Европе с X по XVI век.

## Появление и история

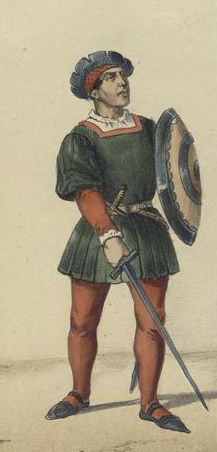
Испанский пехотинец со щитом и мечом (1493). Рис. нач. XX в.

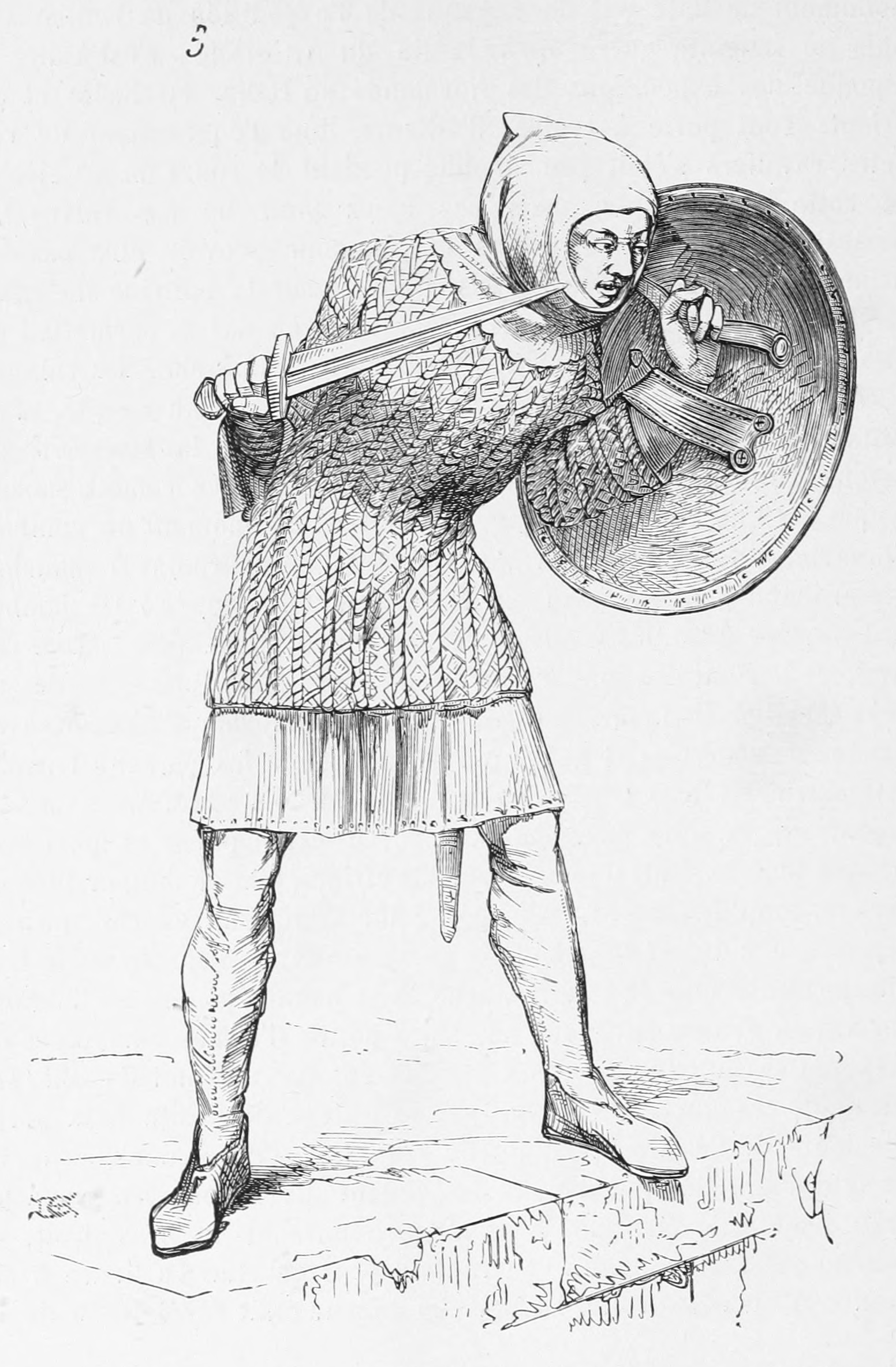
Средневековый пехотинец с рондашем на рисунке Виолле-ле-Дюка

Предшественником рондаша считается фехтовальный щит. Малый итальянский фехтовальный щит длиной 60 см был узким и закрывал только кисть руки. Самым главным его достоинством было железное острие, прикрепленное к одной из сторон щита. Это смертоносное приспособление превращало щит в оружие. Воин, вооружённый таким щитом, получал явное преимущество в поединке, так как у него было и средство защиты, и имелось дополнительное оружие в левой руке. Маленькие фехтовальные щиты снабжались иногда секретом: лезвие щита могло быть спрятано внутри и выскакивало наружу с помощью пружины. Ввиду явного превосходства фехтовальных щитов над обычными щитами в конце X века появляется похожее оружие и для военных целей у итальянцев и испанцев.
Рондаш — это оружие-щит, который состоял из множества частей. К железной перчатке прикреплялся круглый щит, окружность которого часто вырезана зубцами, эти зубцы являлись ловушками для  клинков противника. Под рукавицей к щиту прикрепляли лезвие, которое выступало из-за края щита на 50 см. Часто на щите и железной перчатке помещали дополнительные лезвия и штыри, многие из которых были с пилообразным лезвием. Итальянцы и испанцы были увлечены тактикой ночных нападений, поэтому многие щиты на верхнем крае снабжались круглым отверстием для размещения потайных фонарей. Свет фонаря проходил через отверстие, которое можно было открывать и закрывать по желанию с помощью круглой задвижки. Такие щиты получили название фонарные щиты (нем. Laternenschild). С ростом эффективности огнестрельного оружия щиты становились все крепче и тяжелее. Ни один щит не выпускался мастером-оружейником без свидетельства о его пуленепробиваемости, для чего делался пробный выстрел из аркебузы с расстояния ста шагов. Вес некоторых щитов достигал 9 и даже 10 килограммов.

## Рондаш траншейный

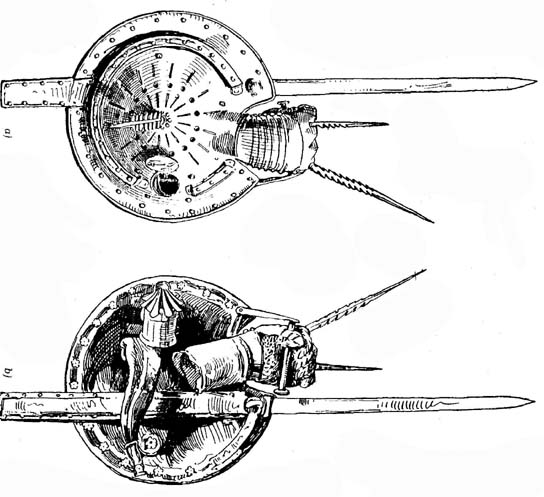
Траншейный рондаш

Траншейный рондаш появился в XVI веке и представлял собой совокупность наруча, рыцарской перчатки, а также раннего рондаша. Края рондаша покрывались специальными зубцами, которые служили отпором при ударе. Внутренняя сторона предусматривала приспособления, на которые крепились шпага и фонарь. Фонарь мог светить из открывающегося отверстия. Рондаш обычно носился на левой руке.
Павел фон Винклер дает такое описание траншейного рондаша:

В траншеях воины долго сохраняют ещё употребление рондаша, который имеет особенное устройство и образует род наруча. Рукавица для левой руки прикрепляется к диску, а под рукавицей к щиту приделывается шпага, выступающая из-за края его на 50 см; окружность щита вырезана зубцами для отражения ударов. На внутренней стороне диска, недалеко от края, приделывается фонарь, свет которого проходит через отверстие; последнее можно по желанию открывать и закрывать посредством круглой задвижки. Этот рондаш, без сомнения, первых годов XVII столетия.